# سرادی‌فالکو
سرادی‌فالکو (به ایتالیایی: Serradifalco) یک منطقهٔ مسکونی در ایتالیا است که در استان کالتانیستا واقع شده‌است.

## خصوصیات
سرادی‌فالکو ۴۱ کیلومترمربع مساحت و ۶٬۴۲۰ نفر جمعیت دارد و ۵۰۴ متر بالاتر از سطح دریا واقع شده‌است.

## خواهرخوانده
شهر کولفونتن خواهرخواندهٔ سرادی‌فالکو هست.